# 38ª Brigata fucilieri motorizzata delle guardie "Vitebsk"
La 38ª Brigata autonoma fucilieri motorizzata delle guardie "Vitebsk" (in russo 38-я отдельная гвардейская мотострелковая Витебская бригада?, 38-ja otdel'naja gvardejskaja motostrelkovaja Vitebskaja brigada, unità militare 21720) è un'unità di fanteria meccanizzata delle Forze terrestri russe, subordinata alla 35ª Armata combinata del Distretto militare orientale e con base a Ekaterinoslava nell'oblast' dell'Amur.

## Storia

### Unione Sovietica
Le origini della brigata risalgono alla 328ª Divisione fucilieri dell'Armata Rossa, formata il 18 agosto 1941 presso Kostroma in seguito allo scoppio dell'Operazione Barbarossa. Dopo un breve periodo di addestramento, il 26 ottobre venne assegnata alla 10ª Armata e trasferita a Penza. Entrò in battaglia per la prima volta il 7 dicembre, combattendo nell'area di Michajlov. Trasferita alla 16ª Armata, all'inizio del 1942 prese parte alla controffensiva sovietica conseguente alla battaglia di Mosca scontrandosi con le truppe tedesche presso Žizdra. Per il coraggio dimostrato, il 24 maggio 1942 venne promossa a unità delle guardie, diventando la 31ª Divisione fucilieri delle guardie. Nell'estate del 1942 combatté nella regione di Brjansk. A partire dal 1943 passò all'offensiva, inizialmente nell'area di Žizdra e successivamente in direzione di Orël, partecipando alla liberazione di Karačev il 15 agosto. Il 18 novembre fu trasferita presso Velikie Luki, da dove nel 1944 prese parte all'Operazione Bagration durante la quale combatté per la riconquista di Vitebsk, occupata il 23 giugno. Per il successo dell'operazione il 2 luglio 1944 la divisione venne ufficialmente intitolata alla città. In seguito l'unità oltrepassò il fiume Beresina e liberò di slancio la città di Molodečno, ottenendo per questo l'Ordine della Bandiera Rossa il 23 luglio 1944. Sviluppando ulteriormente l'offensiva oltre il Neman, alla fine di luglio la divisione conquistò Alytus e venne quindi insignita il 12 agosto dell'Ordine di Suvorov di II Classe. Il 18 ottobre entrò in Prussia Orientale vincendo la dura resistenza tedesca. Per l'eroismo dimostrato in questi combattimenti venne premiata con l'Ordine di Lenin il 14 novembre 1944. Nel 1945 partecipò all'offensiva della Prussia Orientale, distinguendosi durante l'assalto a Königsberg e la conquista della base navale di Pillau.
Immediatamente dopo la fine della seconda guerra mondiale, il 21 novembre 1945, venne riorganizzata come 29ª Divisione meccanizzata delle guardie. Trasferita nella RSS Lituana e schierata a Kaunas, il 25 giugno 1957 fu nuovamente riorganizzata nella 29ª Divisione fucilieri motorizzata delle guardie (unità militare 41134). L'11 novembre 1965 riprese la numerazione originaria, diventando la 31ª Divisione fucilieri motorizzata delle guardie (unità militare 44432). Nell'agosto del 1969 fu trasferita nell'oblast' dell'Amur, presso la città di Belogorsk. Il 16 maggio 1977 riorganizzata come 27ª Divisione corazzata delle guardie.

### Federazione Russa
Ereditata dalla Russia dopo la dissoluzione dell'Unione Sovietica, nei primi anni 90 è stata schierata presso l'attuale sede di Ekaterinoslava. Nel 2002 è tornata ad essere un'unità di fanteria, venendo ribattezzata 21ª Divisione fucilieri motorizzata delle guardie. Nel 2009 la divisione è stata sciolta, e a partire dal suo 143º Reggimento è stata costituita la 38ª Brigata fucilieri motorizzata delle guardie.
La brigata è stata impiegata durante l'invasione russa dell'Ucraina del 2022, combattendo inizialmente nella regione di Kiev dove nel primo mese di guerra ha subito pesanti perdite. Ritirata in Russia dopo il fallimento dell'offensiva su Kiev e mantenuta in riserva per ripristinare le perdite, e secondo lo stato maggiore ucraino diversi militari della brigata si sono rifiutati di tornare a combattere in Ucraina. A partire da maggio è stata rischierata nell'Ucraina orientale, dove ha combattuto insieme alla 64ª Brigata fucilieri motorizzata nell'area di Izjum. Nel corso di un mese di duri scontri la combinazione di scarsa leadership e mancanza di rifornimenti ha portato alla quasi completa distruzione delle due unità, le quali sono rimaste con una stima di "meno di 100 militari in totale" secondo i blogger militari russi. A settembre la brigata è stata investita dalla controffensiva ucraina nella regione di Charkiv, ritirandosi dopo aver subito ulteriori perdite. In seguito alla mobilitazione parziale indetta in Russia è tornata operativa, integrando il Battaglione "Amur", reclutato nell'oblast' omonimo. All'inizio del 2023 è stata schierata nell'oblast' di Zaporižžja, presso Polohy, dove ha continuato a operare nei mesi successivi. È stata coinvolta solo marginalmente dalla controffensiva ucraina dell'estate 2023, trovandosi a est del saliente di Robotyne e limitandosi a fornire supporto di artiglieria. È stata successivamente rinforzata con il 1198º Reggimento fucilieri motorizzato (unità militare 29597), costituito nell'ottobre 2022 con personale mobilitato. Il 12 maggio 2024 un attacco missilistico HIMARS ucraino ha colpito una concentrazione di truppe del reggimento, uccidendo fra gli altri il vice comandante e commissario politico del 3º Battaglione, maggiore Petr Malkin.
All'inizio di agosto 2024 elementi della brigata sono stati trasferiti nell'oblast' di Kursk per contrastare l'offensiva ucraina in territorio russo.

## Struttura
- Comando di brigata[23]
- 1º Battaglione fucilieri motorizzato
- 2º Battaglione fucilieri motorizzato
- 3º Battaglione fucilieri motorizzato
- Battaglione corazzato (T-72B3)
- Gruppo artiglieria
  - Batteria controllo e ricognizione di artiglieria
  - 1º Battaglione artiglieria semovente (2S3 Akatsiya)
  - 2º Battaglione artiglieria semovente (2S3 Akatsiya)
  - Battaglione artiglieria lanciarazzi (BM-21 Grad)
  - Battaglione artiglieria controcarri (MT-12 Rapira)
- Gruppo difesa aerea
  - Plotone controllo e ricognizione radar
  - Battaglione missilistico contraereo delle guardie (Osa-AKM)
  - Battaglione artiglieria missilistica contraerei (9K35 Strela-10 e ZSU-23-4 Shilka)
- Battaglione genio
- Battaglione ricognizione
- Battaglione comunicazioni
- Battaglione manutenzione
- Battaglione logistico
- Compagnia comando
- Compagnia guerra elettronica
- Compagnia UAV
- Compagnia difesa NBC
- Compagnia cecchini
- Compagnia medica

## Comandanti
- Colonnello Pëtr Erëmin (1941-1942)
- Colonnello Porfirij Gudz' (1942)
- Maggior generale Aleksandr Naumov (1942-1943)
- Maggior generale Ivan Ščerbina (1943-1944)
- Maggior generale Ivan Burmakov (1944-1948)
- Maggior generale Boris Anisimov (1948-1949)
- Maggior generale Ivan Poceluev (1949-1951)
- Colonnello Jakov Burcev (1951-1952)
- Maggior generale Efim Kovalëv (1952-1956)
- Maggior generale Aleksandr Žuk (1956-1958)
- Maggior generale Leonid Položencev (1958-1962)
- Maggior generale Boris Dzociev (1962-1967)
- Maggior generale Leonid Bondarenko (1967-1971)
- Maggior generale Sergej Rjabov (1971-1974)
- Maggior generale Anatolij Smirnov (1974-1978)
- Aleksandr Žuravlëv[24]